# 高明寺 (天台県)
高明寺（こうみょうじ）は、中華人民共和国浙江省台州市天台県にある天台宗の仏教寺院。

## 歴史
高明寺は、南朝陳の太建7年（575年）、天台宗の開創者智顗が山上に結庵し、初名は霊墟、智顗手創天台山十二古刹の一つを作った。唐の昭宗の天祐年間（904年-907年）、「高明寺」と改称。後唐の清泰3年（936年）、「智者幽渓塔院」と改称。北宋の真宗の大中祥符元年（1008年）、「浄名寺」と改称。明の万暦34年（1606年）、高僧の伝灯に住した、寺には住まなかったが再興に尽力した。
1926年、住職観通は地蔵殿、鐘楼、天王殿を修復した。1981年、華僑の夏荊山・周勤麗と広範な大衆の助成があって、住職覚慧は寺院を再建した。1982年、鐘楼を重建した。1983年、中華人民共和国国務院は仏寺を漢族地区仏教全国重点寺院に認定した。1987年より後、観音殿、放生池及び山門が再建された。

## 伽藍
山門、天王殿、大雄宝殿（本堂）、観音殿、放生池、地蔵殿、方丈堂、蔵経楼、西方殿、鐘楼

## 主な住僧
- 智顗
- 伝灯
- 覚慧

## 重要文化財
- 『雍正龍蔵』
- 『貝葉経』
- 楞厳壇銅鏡